# USS Diamond Head (1945)
De USS Diamond Head (AE-19) was een Amerikaans munitieschip van de Mount Hood-klasse. Het schip werd gebouwd door de North Carolina Shipbuilding Company en te water gelaten op 3 februari 1945. Meter was Mrs. D. Bill. Op 10 maart 1945 werd het schip overgedragen aan de Amerikaanse marine. Daarna werden op de Bethlehem Key Highway Shipyard in Baltimore nog aanpassingen gedaan. Op 9 augustus 1945 kwam het schip in dienst. Bevelvoerder was Luitenant Commandant F.C. Snow van de United States Navy Reserve (USNR).
Diamond Head was klaar voor dienst in thuishaven Norfolk (Virginia) op 20 september 1945 en na training van de bemanning werd het schip gebruikt om geschikte schilderingen voor ziekenhuisschepen te testen. Op 5 april 1946 vertrok het schip naar Galveston (Texas). Aldaar werd het schip uit dienst en in reserve genomen op 23 augustus 1946.
Op 9 augustus 1951 werd het schip terug in dienst genomen. Reden hiervoor was de Koreaanse Oorlog. Het schip werd toegewezen aan de Atlantische vloot. Het schip nam deel aan verscheidene operaties aan de Amerikaans oostkust en in het Caraïbisch gebied. In de jaren 60 maakte het schip vijf maal de oversteek naar de 6e Vloot in de Middellandse Zee.
Op 16 maart 1967 verliet de Diamond Head Norfolk voor een negen maanden durende missie nabij Vietnam. Na de doorsteek door het Panamakanaal op 22 maart kwam het schip aan in Pearl Harbor op 5 april. Op 22 april arriveerde het schip in de Subicbaai in de Filipijnen. Van mei tot oktober bevoorraadde het schip ongeveer 200 schepen, 12.000 ton munitie werd overgeladen. Het schip bezocht ook de havens in Manilla, Hongkong, Sasebo (Japan), Pearl Harbor, San Diego en Panama-Stad voor wat welverdiende rust. Op 19 december 1967 kwam het schip terug in Norfolk aan.
Het schip werd op 1 maart 1973 geschrapt uit het Naval Register, en verkocht als schroot in 1974.

## Bron
- Dictionary of American Naval Fighting Ships (publiek domein)